# André Hubert (artiste)
 (avril 2015).
Si vous disposez d'ouvrages ou d'articles de référence ou si vous connaissez des sites web de qualité traitant du thème abordé ici, merci de compléter l'article en donnant les références utiles à sa vérifiabilité et en les liant à la section « Notes et références ».
André Hubert, pseudonyme d′Edmond Baptiste, né le 12 avril 1911 à Rouen et mort le 7 mars 2009 à Paris 17e, est un peintre et maître verrier français.

## Biographie
André Hubert est né le 12 avril 1911 à Rouen. Il commence sa carrière en autodidacte au cours d'un séjour au Maroc révélant également un attrait pour l'expressionnisme.
À partir de 1946, ses œuvres évoquent une géométrisation venu du cubisme dont il comprit toutes les leçons. En 1947, première approche de l'abstraction géométrique dans ses divers états des courbes croisées. À partir de 1948, il abandonne le nom d'Edmond Baptiste pour prendre celui d'André Hubert.
1977, ce seront des compositions aux angles aigus. De 1974 à 1980, il s'adonne à l'art optique et ses lamelles verticales qui modifient l'image selon qu'on se déplace. Une série de tableaux blancs au léger relief, combinant courbes et lignes. Il reviendra vers la fin de sa vie à la réalité avec des masques découpés.
Il fut également enlumineur de livres de (1943 à 1975) et verrier des Gemmaux, procédé inventé par Jean Crotti. Il réalise des vitraux pour l'art sacré.

## Expositions
- 1973, galerie Claude Jory[2]
- 1974-1975, Salon des réalités nouvelles[2]
- 1977 -1993, Salon de l'art sacré[2]
- 1980, galerie Huguette Vaillant-Baudry[2]
- et différentes galerie parisiennes

On peut également voir certaines de ses œuvres dans la chapelle du paquebot France, à l'abbaye Saint-Honorat-Lérins et au baptistère Notre-Dame du Liban à New York.

## Livres
Charles d'Orléans " POÉSIES ", illustrations de André Hubert, Éditions de l'Ibis, Paris, 1970